# Bahâdûr Shâh
 (février 2017).
Si vous disposez d'ouvrages ou d'articles de référence ou si vous connaissez des sites web de qualité traitant du thème abordé ici, merci de compléter l'article en donnant les références utiles à sa vérifiabilité et en les liant à la section « Notes et références ».
Bahâdûr Shâh, sultan muzaffaride du Gujarat de 1526 à 1535, puis de 1536 à 1537. Il annexe le Mâlvâ en 1531, résiste aux portugais avec l’aide d’une flotte turque la même année, et s'empare de la forteresse râjput de Chittor en 1535. Le moghol Humâyûn intervient et Bahâdûr Shâh doit fuir auprès des Portugais et leur céder des territoires, dont Bassein, Thane et les îles qui formeront la ville de Bombay, en échange de leur aide. Humâyûn se retire et laisse le Gujarat à son frère Askari, qui ne peut le conserver et Bahâdûr peut le reconquérir l'année suivante. Il est tué en 1537 par les Portugais.